# 김제군 관아와 향교
김제군 관아와 향교(金堤郡 官衙와 鄕校)는 대한민국 전북특별자치도 김제시 교동에 있는 조선시대의 유적이다. 2007년 7월 31일 대한민국의 사적 제482호로 지정되었다.

## 개요

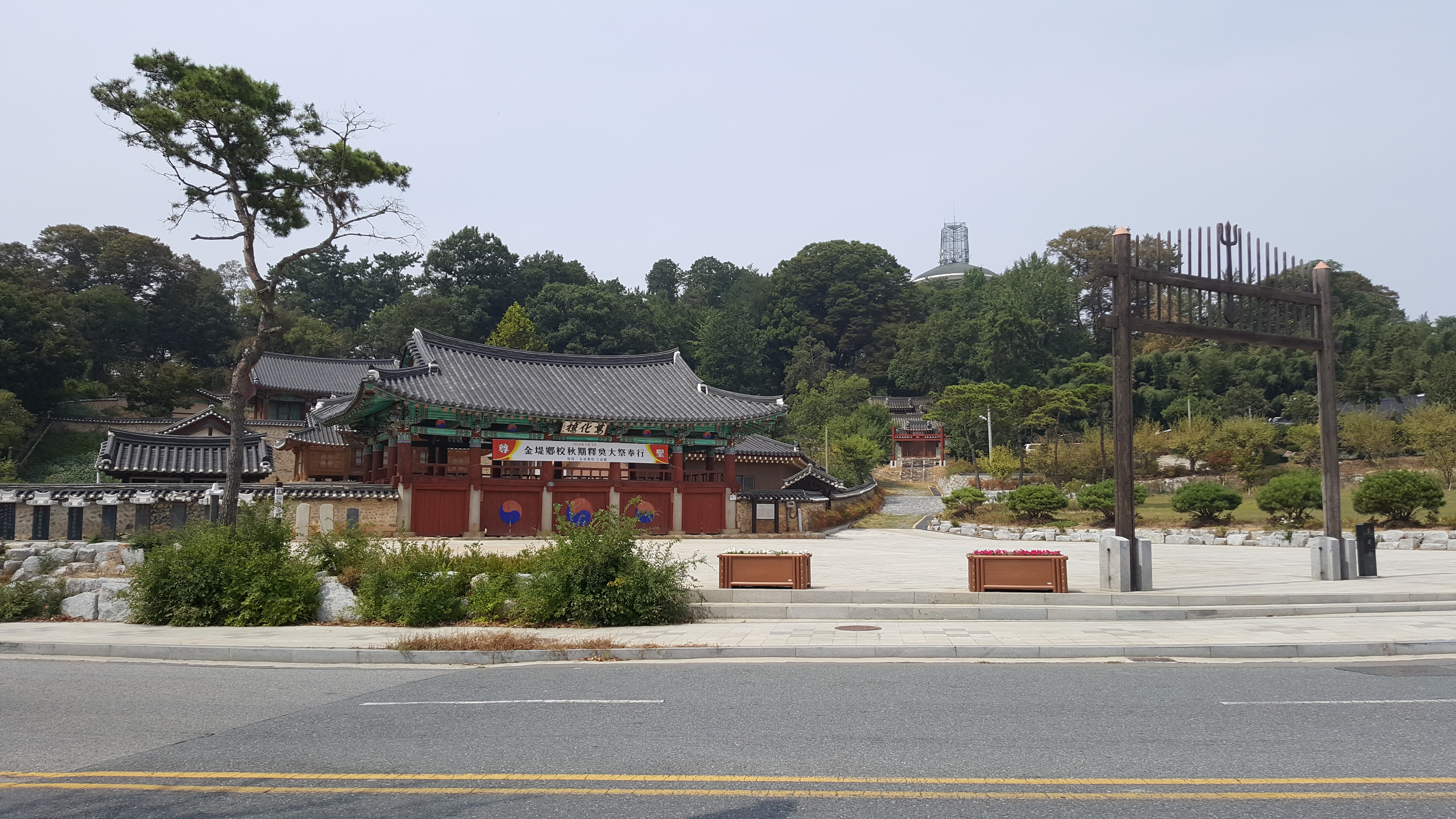
김제 향교 대성전 전경

김제는 삼국시대 때부터 벼농사가 발달한 지역으로, 농업이 산업의 근간을 이루던 전근대 사회 동안 풍요를 누리던 지역이었다. 이에 따라 조선시대 동안 중요한 정치세력이 배출되지 않았음에도 군(郡)으로써 읍의 격이 비교적 높은 지역이었으며, 현존하는 관아 건물과 향교 건물들이 그에 따른 위계를 보여주고 있어 역사적·학술적 가치가 있다
김제 관아는 조선시대 당시의 건물(동헌, 내아, 피금각, 관리사로 부르는 건물 1채)이 다수 남아 있고. 향교는 대성전이 조선시대 건물이고, 명륜당과 문루인 만화루 등은 일제강점기와 해방 후에 다시 지은 것들이나 관아 및 향교 건축의 품격을 충분히 느낄 수 있을 만큼 잘 보존되어 있어서, 관아와 향교를 중심으로 지방 통치와 교화 기능을 담당하던 우리나라 읍치(邑治)의 면모를 파악할 수 있는 귀중한 자료이다.
관아 및 향교가 인접한 거리(관아의 동헌과 향교 사이의 거리 약 130ｍ)에 함께 보존되고 있어 조선시대 행정기관과 교육기관을 연구하는데 중요한 자료이고, 관아의 동헌과 내아가 함께 남아 있는 매우 드문 예라는 점에서 그 보존가치가 매우 크다.

## 사진

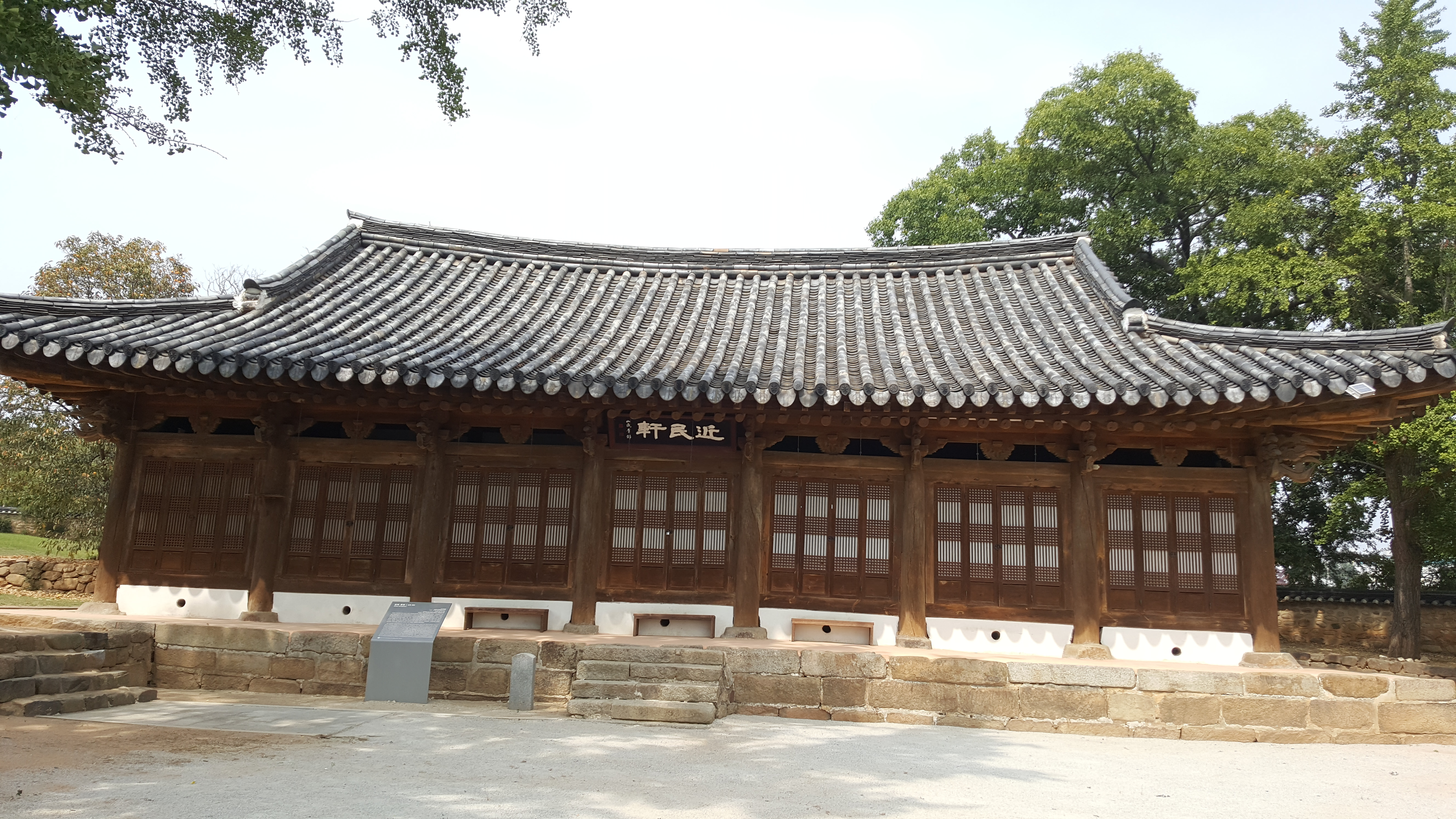
김제 동헌, 근민헌
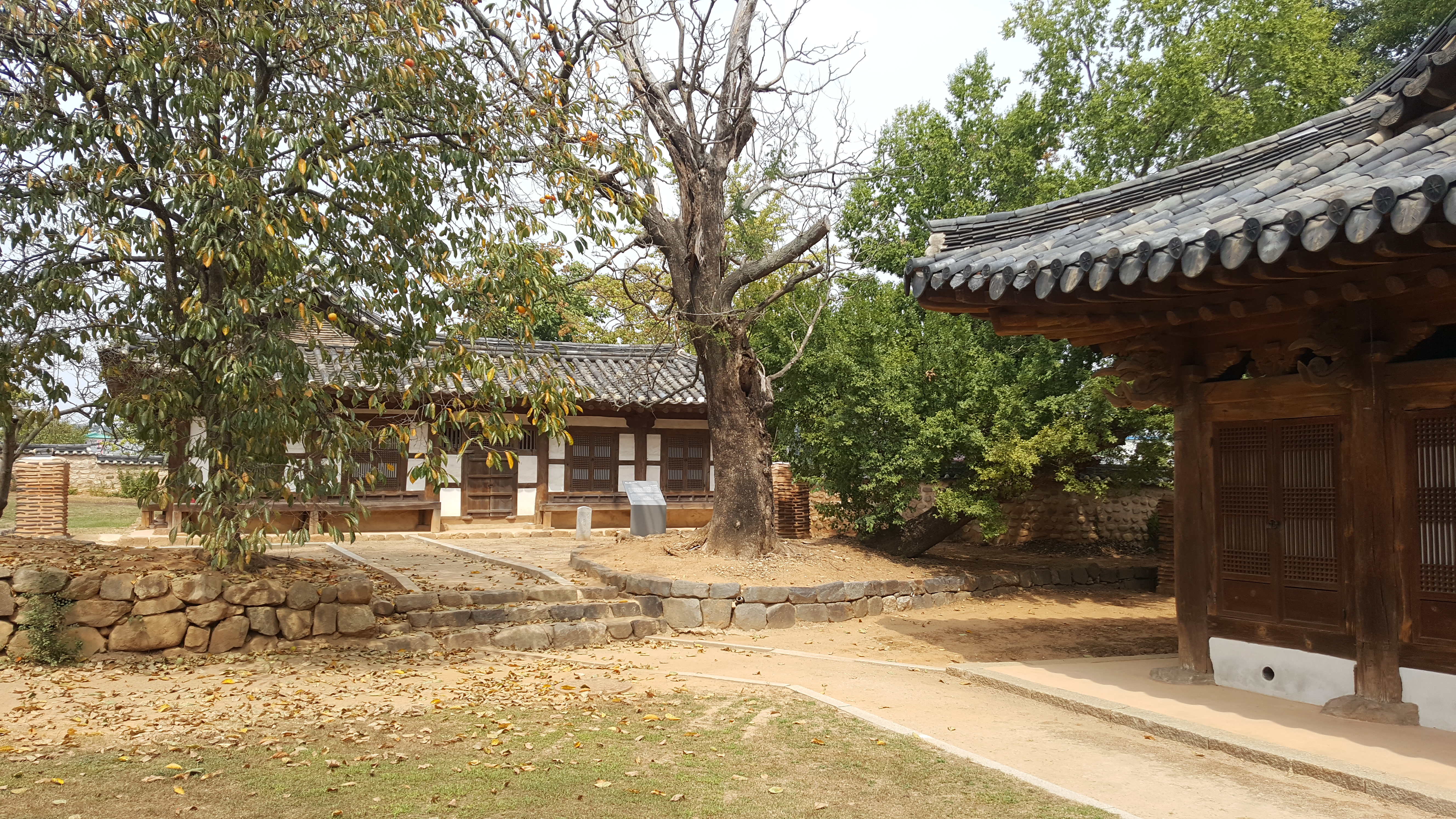
김제 동헌과 내아
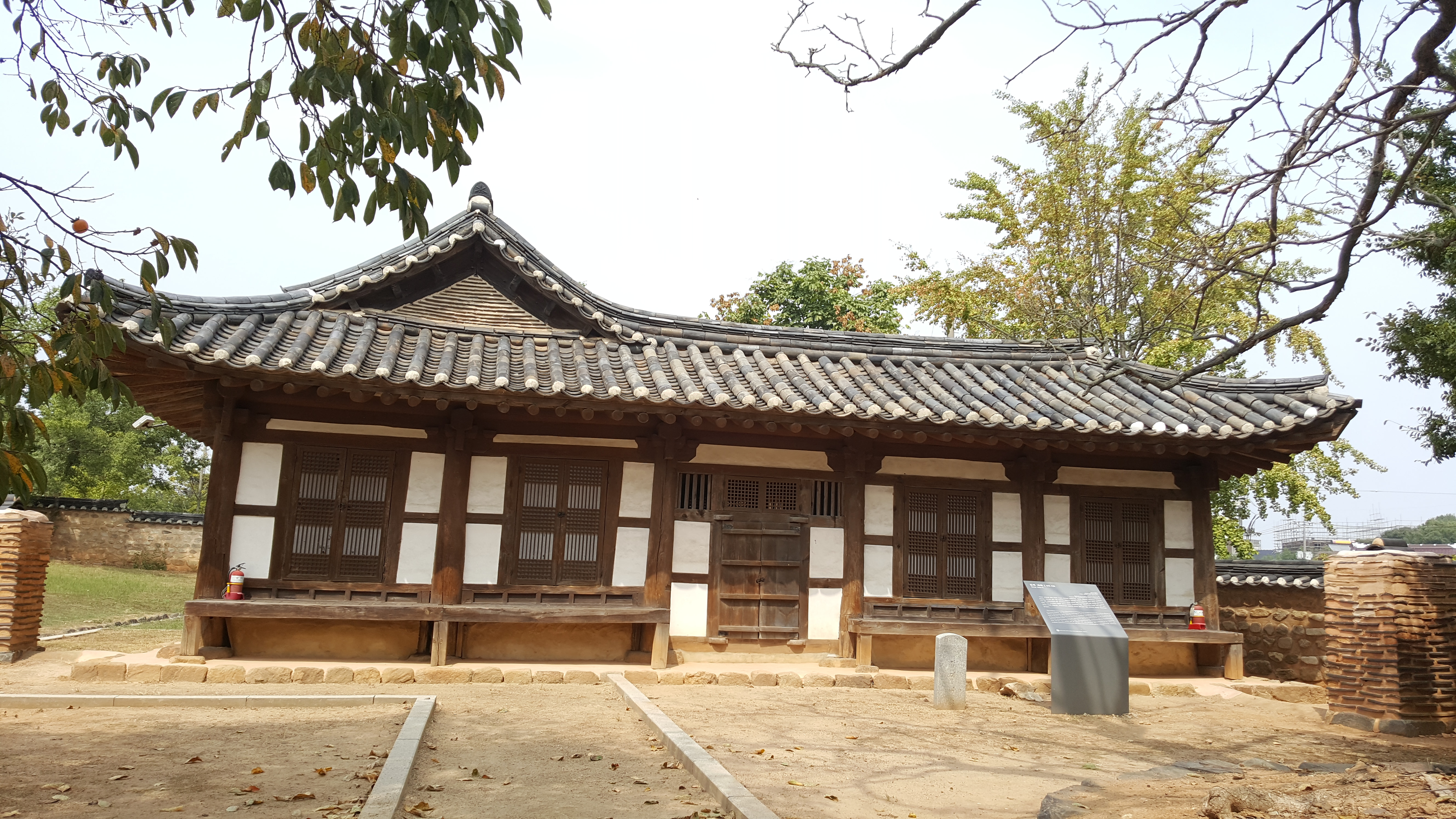
김제 내아

## 같이 보기
- 김제동헌(金堤東軒)
- 김제향교 대성전(金堤鄕校 大成殿)

## 참고 자료
- 김제군 관아와 향교 - 국가유산청 국가유산포털